# Süddeutsche Monatshefte

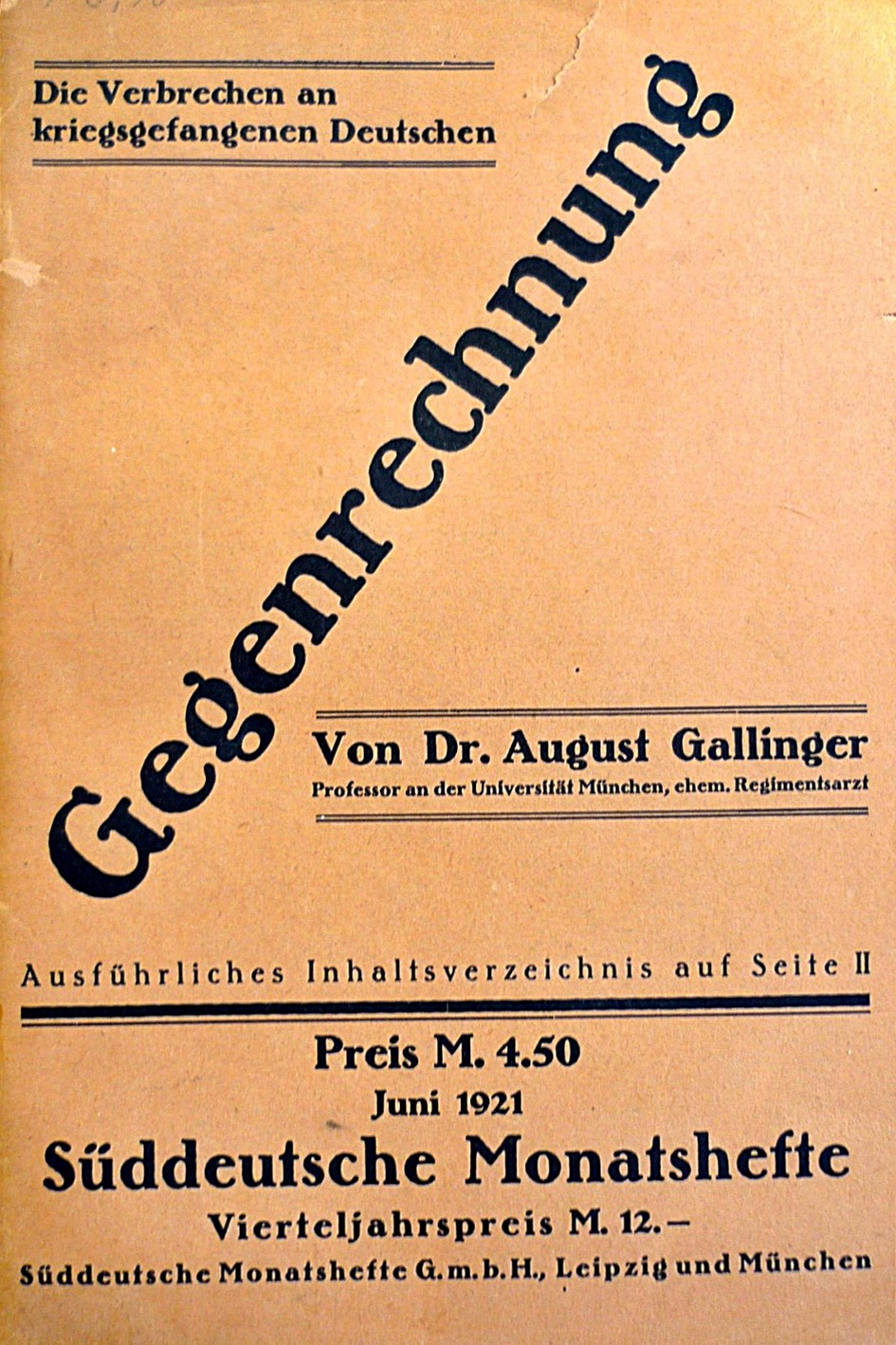
Süddeutsche Monatshefte, Juni 1921, August Gallingers Publikation „Gegenrechnung“

Die Süddeutschen Monatshefte waren eine von 1904 bis 1936 in München erscheinende Kulturzeitschrift. Ziel der Zeitschrift war es, die geistig-kulturelle Bedeutung Süddeutschlands im Kaiserreich bzw. in der Weimarer Republik hervorzuheben. War die Zeitschrift in ihrer Anfangsphase noch liberal, so wandelte sie sich nach dem verloren gegangenen Ersten Weltkrieg zu einem nationalkonservativen Medium.

## Geschichte

### Kaiserreich
Die Süddeutschen Monatshefte wurden als Ausdruck eines süddeutschen Kulturpatriotismus 1904 in München gegründet. Zu den Gründern gehörte Wilhelm Weigand, der von zahlreichen Persönlichkeiten, wie z. B. Josef Ruederer, Friedrich Naumann, unterstützt wurde. Unter dem leitenden Redakteur Paul Nikolaus Cossmann wechselte die Zeitschrift von einem liberalen Profil zu einer nationalkonservativen Ausrichtung. Für die Monatshefte schrieben zahlreiche bayerische Autoren, unter anderem Josef Hofmiller und Karl Alexander von Müller. Auf der Titelseite war 1905 die Mitwirkung von Hofmiller, Friedrich Naumann, Hans Pfitzner und Hans Thoma verzeichnet. Während des Ersten Weltkriegs baute Cossmann die Zeitschrift zu einem führenden Organ des militanten Nationalismus aus. Er unterstützte kriegstreibenden Kräfte um Alfred von Tirpitz und Erich Ludendorff und bekämpfte die gemäßigten Kräfte in Politik und Militär, so auch den Reichskanzler Theobald von Bethmann Hollweg.

### Weimarer Republik
Der verlorene Erste Weltkrieg, der Verlust der Monarchie und die Münchner Räterepublik verstärkten die nationalistische Ausrichtung der Monatshefte noch. Themen waren insbesondere der als ungerecht empfundene Versailler Vertrag und die Kriegsschuldlüge. 1924 verbreitete die Zeitschrift die sogenannte Dolchstoßlegende, wofür sich der Redakteur Cossmann in mehreren Prozessen vor Gericht verteidigen musste. Seit 1928 war Arthur Hübscher als Feuilletonchef in der Redaktion tätig.

### Nationalsozialismus
Die Zeitschrift fuhr einen starken Rechtskurs, der sich gegen die Republik richtete. Aber Cossmann bekämpfte auch entschieden den aufkommenden Nationalsozialismus. Der häufig in den Monatsheften schreibende monarchistische Journalist Erwein von Aretin hatte Adolf Hitler bereits 1923 in den Süddeutschen Monatsheften kritisiert. Gegen Ende der 1920er Jahre befürwortete die Zeitschrift den Monarchismus. Sie wurde als Alternative für den drohenden Nationalsozialismus propagiert. Die Januarausgabe des Jahres 1933 wurde König Rupprecht betitelt. Rupprecht war der bayerische Kronprinz, den Cossmann und seine Freunde anscheinend geeignet für die Rolle eines Königs hielten. Cossman galt bei den Nationalsozialisten als „besonders bösartiger jüdischer Gegner“. Cossmann und Aretin wurden im April 1933 verhaftet. Cossmann wurde als Herausgeber abgesetzt und die Zeitschrift gleichgeschaltet. Cossmann wurde erst über ein Jahr später freigelassen. 1938 wurde er erneut verhaftet und kam 1942 im KZ Theresienstadt zu Tode.
Als neuer nationalsozialistischer Herausgeber wurde Leo Friedrich Hausleiter eingesetzt. Schriftleiter wurde Arthur Hübscher. Die Süddeutschen Monatshefte versuchten als eher unpolitische Zeitschrift zu überleben. Doch das war kaum möglich. So trug beispielsweise die Mainummer 1934 den Titel Deutsche Rassenpolitik und enthielt unter anderem ein Vorwort des SS-Funktionärs Horst Rechenbach und einen Beitrag des NS-Rassenkundlers und in der Zeitschrift Volk und Rasse publizierenden Hein Schröder mit dem Titel Rassisches Denken in neuen Staat. 1936 wurde die Zeitschrift Süddeutsche Monatshefte eingestellt.

## Auflage
Vor Beginn des Ersten Weltkriegs betrug die Auflagenhöhe ca. 3500. Während des Kriegs und in der Nachkriegszeit betrug die Auflage zeitweise 100.000 Stück, ging aber im Verlauf der 1920er Jahre wieder stark zurück.